# Нескуж
Нескуж (пол. Nieskórz) — село в Польщі, у гміні Острув-Мазовецька Островського повіту Мазовецького воєводства.
Населення — 467 осіб (2011).
У 1975-1998 роках село належало до Остроленцького воєводства.

## Демографія
Демографічна структура станом на 31 березня 2011 року:
|          | Загалом | Допрацездатний вік | Працездатний вік | Постпрацездатний вік |
| -------- | ------- | ------------------ | ---------------- | -------------------- |
| Чоловіки | 238     | 44                 | 162              | 32                   |
| Жінки    | 229     | 29                 | 119              | 81                   |
| Разом    | 467     | 73                 | 281              | 113                  |